# Teissières-de-Cornet
Teissières-de-Cornet – miejscowość i gmina we Francji, w regionie Owernia-Rodan-Alpy, w departamencie Cantal.
Według danych na rok 1990 gminę zamieszkiwało 189 osób, a gęstość zaludnienia wynosiła 20 osób/km² (wśród 1310 gmin Owernii Teissières-de-Cornet plasuje się na 660. miejscu pod względem liczby ludności, natomiast pod względem powierzchni na miejscu 830.).